# Cueva de Kebara

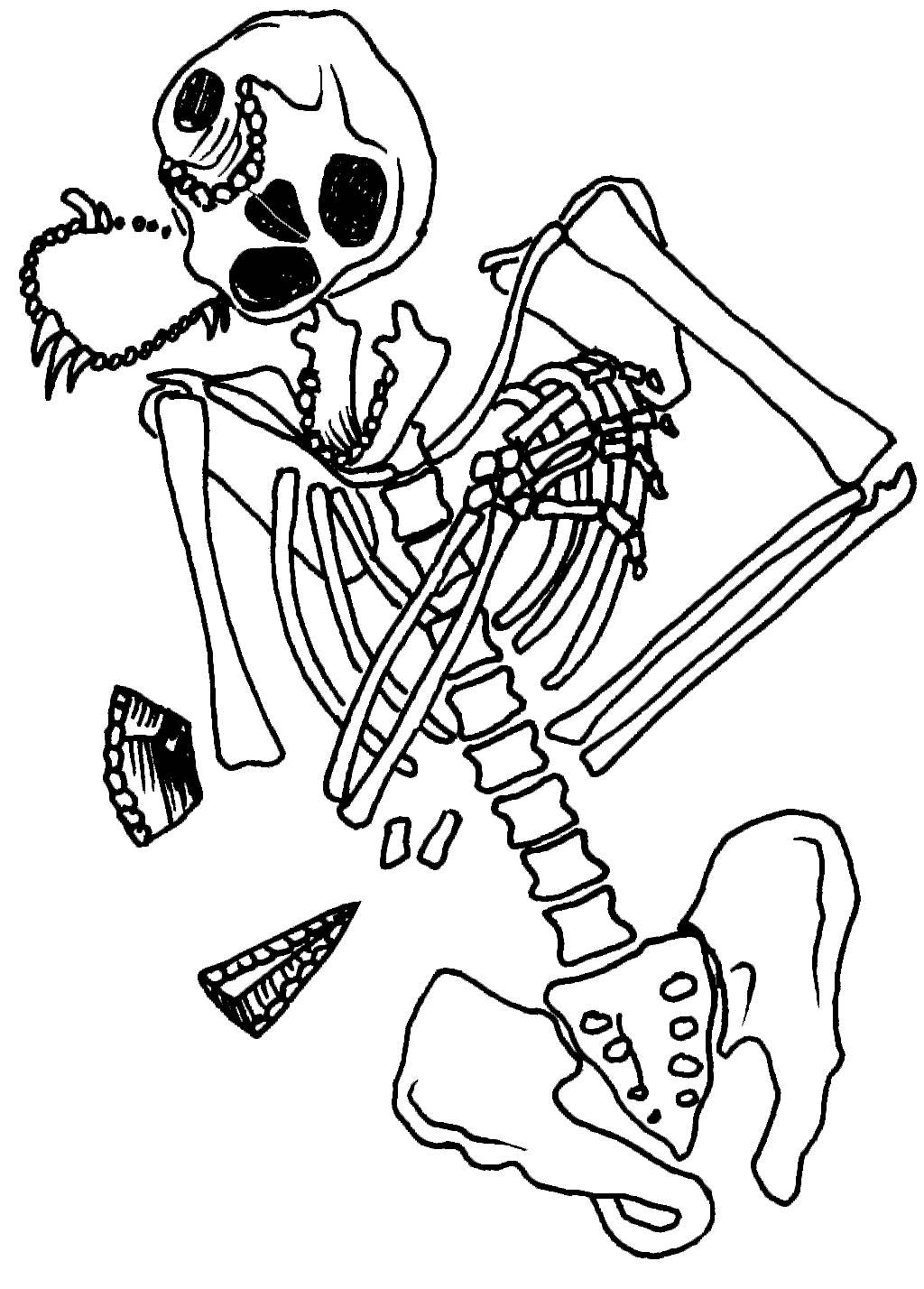
Tumba neandertal de Kebara. El individuo es conocido como Moshe. Se estima que tenía entre 25-35 años de edad y 1,70 m de estatura.

Cueva de Kebara (en hebreo: מערת כבארה Me'arat Kebara, en árabe: مغارة الكبارة Magarat al-Kebara) es una cueva caliza que se halla en la localidad de Wadi Kebara (Israel), situada a unos 60-64 metros por encima del nivel del mar. Está ubicada a unos 10 kilómetros de la ciudad de Cesárea Marítima.
La cueva ha sido objeto de importantes campañas arqueológicas durante los siglos XIX y XX. Los elementos hallados en ella muestran signos de haber estado habitada entre 60 000 y 48000 a. C., siendo una cueva más que famosa por los restos homínidos hallados. Las principales campañas han sido dirigidas por el profesor y arqueólogo Ofer Bar-Yosef.
El descubrimiento más importante realizado en este complejo arqueológico data del año 1983, en el que se encontró el esqueleto de neandertal más completo hasta la fecha. Sus descubridores lo bautizaron como Moshe, y está datado en torno al 60 000 a. C. El esqueleto ha preservado una importante parte del torso (columna vertebral, costillas y pelvis) así como ciertos huesos de los brazos. La cabeza y los miembros inferiores se han perdido.
A pesar del gran hallazgo citado en el párrafo anterior, los principales estudios realizados sobre los neandertales han sido llevados a cabo sobre diferentes cráneos aparecidos desde el año 1856 y las posteriores excavaciones, que no encontraron nada que no perteneciese al cráneo hasta el hallazgo de Moshe.